# Mansuy Gauvin
Mansuy Gauvin fue un escultor de Lorena del siglo XVI que falleció después de 1542.
Fue el escultor ordinario del René II, duque de Lorena. Tuvo un hijo, Jean Mansuy, sobre el que no se dispone de informacia , solamente que trabajó junto a su padre.

## Realizaciones
- La estatua de Nuestra Señora de Bonsecours que fue instalada en la capilla del mismo nombre, tras la batalla de Nancy en 1477.

- el nicho del duque René II en la iglesia de los cordeliers de Nancy.

- La tumba de Hugues des Hazards en la iglesia de San Medardo de Blénod-lès-Toul

- La puerta del palacio ducal de Nancy, actualmente sede del museo Lorrain

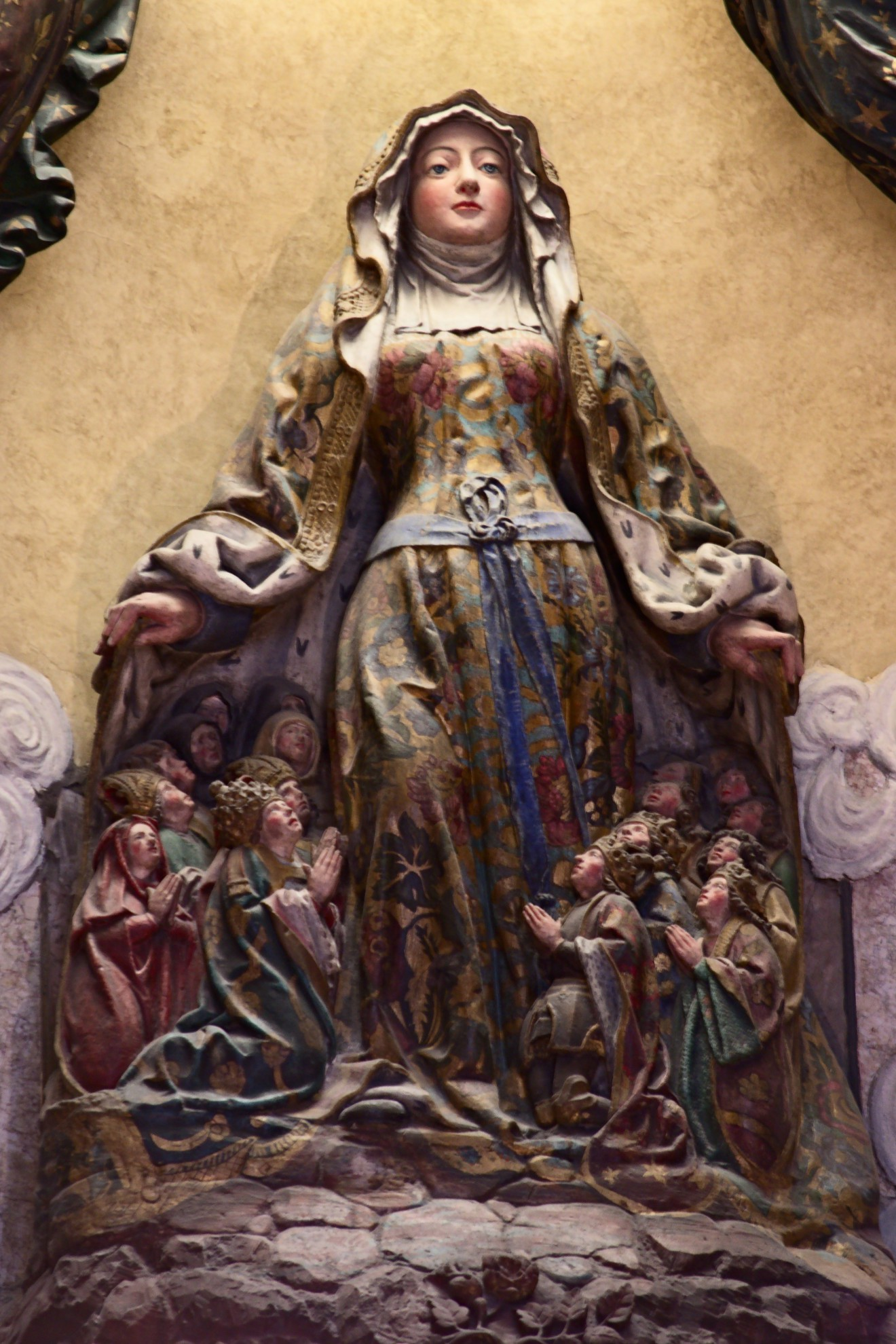
Notre-Dame de Bonsecours
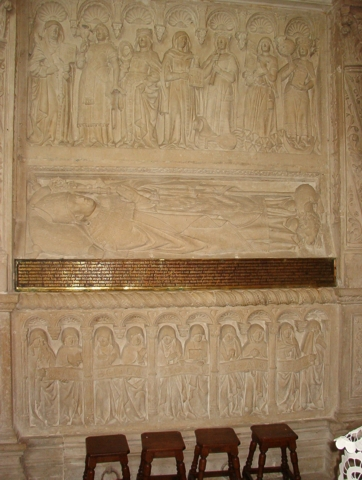
Tumba de Hugues des Hazards
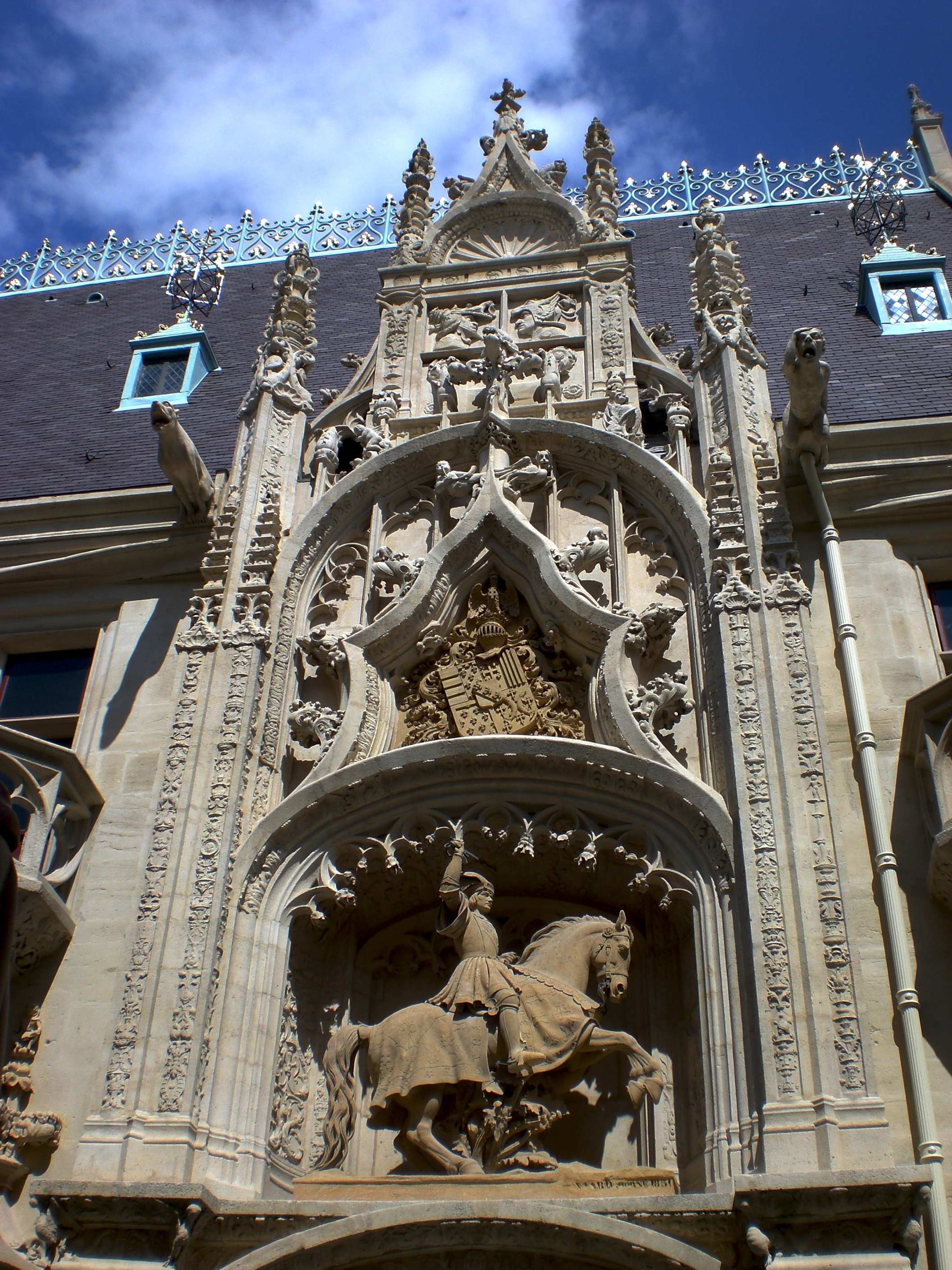
Portería del Palacio de los duques de Lorena (Nancy)